# إو. إي. هاس
إو. إي. هاس (بالألمانية: O. E. Hasse) (و. 1903 – 1978 م) هو مخرج أفلام، ومؤدي أصوات، وممثل مسرحي، وممثل أفلام، وممثل تلفزي ألماني، توفي في برلين، عن عمر يناهز 75 عاماً.

## التعليم
تعلم في أكاديمية إرنست بوسخ للفنون الدرامية ‏
.

## جوائز
حصل على جوائز منها:
- وسام صليب القائد من رتبة استحقاق من جمهورية ألمانيا الاتحادية (1974)
- ميدالية إرنست رويتر  [لغات أخرى]‏ (1973)
- جائزة برلين للفنون [الإنجليزية]‏ (1951)

## وصلات خارجية
- إو. إي. هاس على موقع IMDb (الإنجليزية)
- إو. إي. هاس على موقع مونزينجر (الألمانية)
- إو. إي. هاس على موقع ألو سيني (الفرنسية)
- إو. إي. هاس على موقع أول موفي (الإنجليزية)
- إو. إي. هاس على موقع قاعدة بيانات الأفلام السويدية (السويدية)
- إو. إي. هاس على موقع ديسكوغز (الإنجليزية)
- إو. إي. هاس على موقع قاعدة بيانات الفيلم (الإنجليزية)
- إو. إي. هاس على موقع كينوبويسك (الروسية)